# Réserve de gibier de Sélous
La réserve de gibier de Selous en Tanzanie couvre une superficie de 55 000 km2, ce qui en fait l'une des plus grandes zones protégées au monde. Elle s’étend sur plusieurs régions de la Tanzanie et représente environ cinq pour cent du territoire national. Elle est divisée par le fleuve Rufiji. Seuls 8 % du territoire dans la partie Nord sont réservés aux safaris-photos ; le reste est une réserve de chasse pour les compagnies spécialisées.
La réserve est inscrite par un comité de l'UNESCO sur la liste du patrimoine mondial depuis 1982, bien que ce classement soit fragilisé par l'instauration d'un barrage hydroélectrique au sein du parc et la volonté du président John Magufuli de diviser la réserve en deux en créant notamment le Nyerere National Park en l'honneur de Mwalimu Julius Nyerere. La partie nord de la réserve a finalement été déclarée parc national de Nyerere en 2019. Une modification de frontière pour exclure un gisement d'uranium a été approuvée en 2012 au grand dam des défenseurs de l'environnement. En juin 2014, la réserve est déclarée patrimoine mondial en péril par l'UNESCO en raison du braconnage incontrôlé qui sévit sur son territoire.

## La réserve

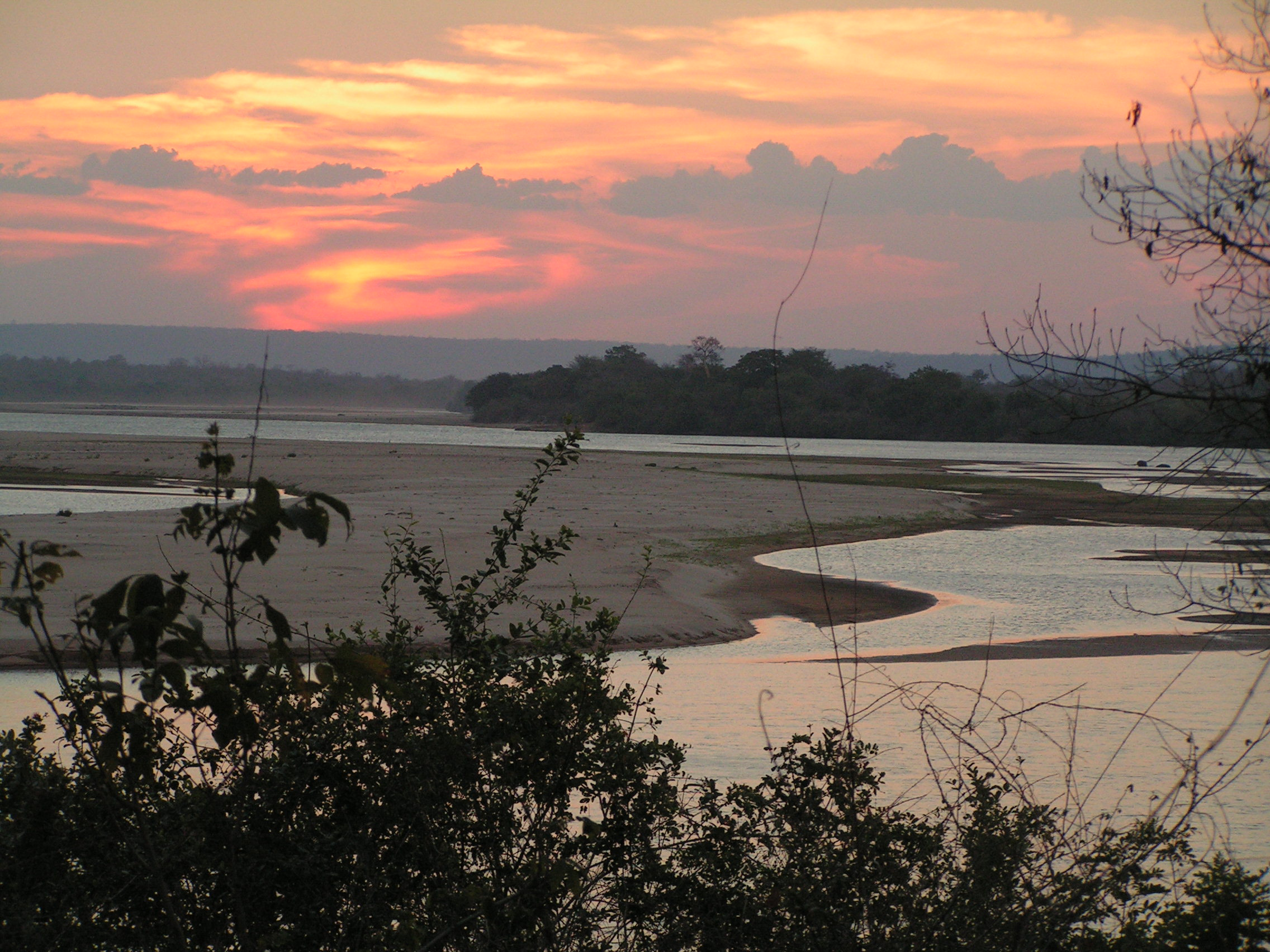
Coucher de Soleil observé depuis la réserve de Sélous.

La réserve doit son nom à un chasseur, le capitaine Frederick Courtney Selous, officier anglais du début du XXe siècle. Très boisée, elle est traversée par le fleuve Rufiji et ses affluents (Ruaha, Luwegu, etc.) qui alimentent un grand nombre de lacs, et laissent derrière eux de nombreuses mares durant la saison sèche.
On peut y voir également des sources d'eaux chaudes et les gorges Stieglers, un canyon de 100 mètres de profondeur et 100 mètres de largeur.
Les habitats comprennent des prairies, une savane typique d’acacias, des zones humides et de vastes savanes boisées de Miombo. Son altitude est de 200 à 500 m, allant par endroits jusqu’à 1200 m.

## Faune
La faune est extraordinairement riche, en nombre d'espèces comme en nombre d'individus. Le parc héberge près de 800 000 grands mammifères, un chiffre record, qui comprend la plus grande concentration au monde d'éléphants (50 000), de buffles (110 000), de lycaons (1 300), plus de 3 000 ou 4 000 lions. S'y trouvent également des zèbres (21 000), des gnous (46 000), quelques centaines de spécimens de l'espèce protégée du rhinocéros noir, ainsi que d'énormes quantités d'hippopotames (27 000) et de crocodiles. De nombreux prédateurs comme le léopard ou le guépard y habitent aussi, côtoyant une vaste communauté de babouins, diverses espèces d'antilopes et de gazelles. Des chacals et des singes (cercopithèques, colobes) y vivent aussi. Surtout dans les prairies au nord du fleuve Rufiji, on trouve des girafes (2200 animaux), des élands, de grands cobes des roseaux, des phacochères et des hyènes tachetées. Dans les forêts de Miombo, les grands koudous et les hippotragues noirs sont également typiques.
350 sortes d'oiseaux ont été recensées, parmi lesquels l'aigle bateleur ou de rares calaos. La mouche tsé-tsé y sévit.

### Braconnage
Les éléphants y sont en proie au braconnage. En 1976, la réserve de gibier de Selous comptait environ 109 000 éléphants, ce qui en faisait alors la plus grande population au monde. En 2013, ce nombre était tombé à environ 13 000, dont une baisse de 66 % entre 2009 et 2013. Des sources accusent des politiciens, des fonctionnaires et des hommes d’affaires corrompus qui aident les braconniers.

## Flore
La flore présente aussi un grand intérêt. Elle comporte 2 000 espèces, principalement représentatives de la savane caduque, l'un des milieux les plus riches pour la biodiversité : acacias, baobabs, etc.

## Galerie

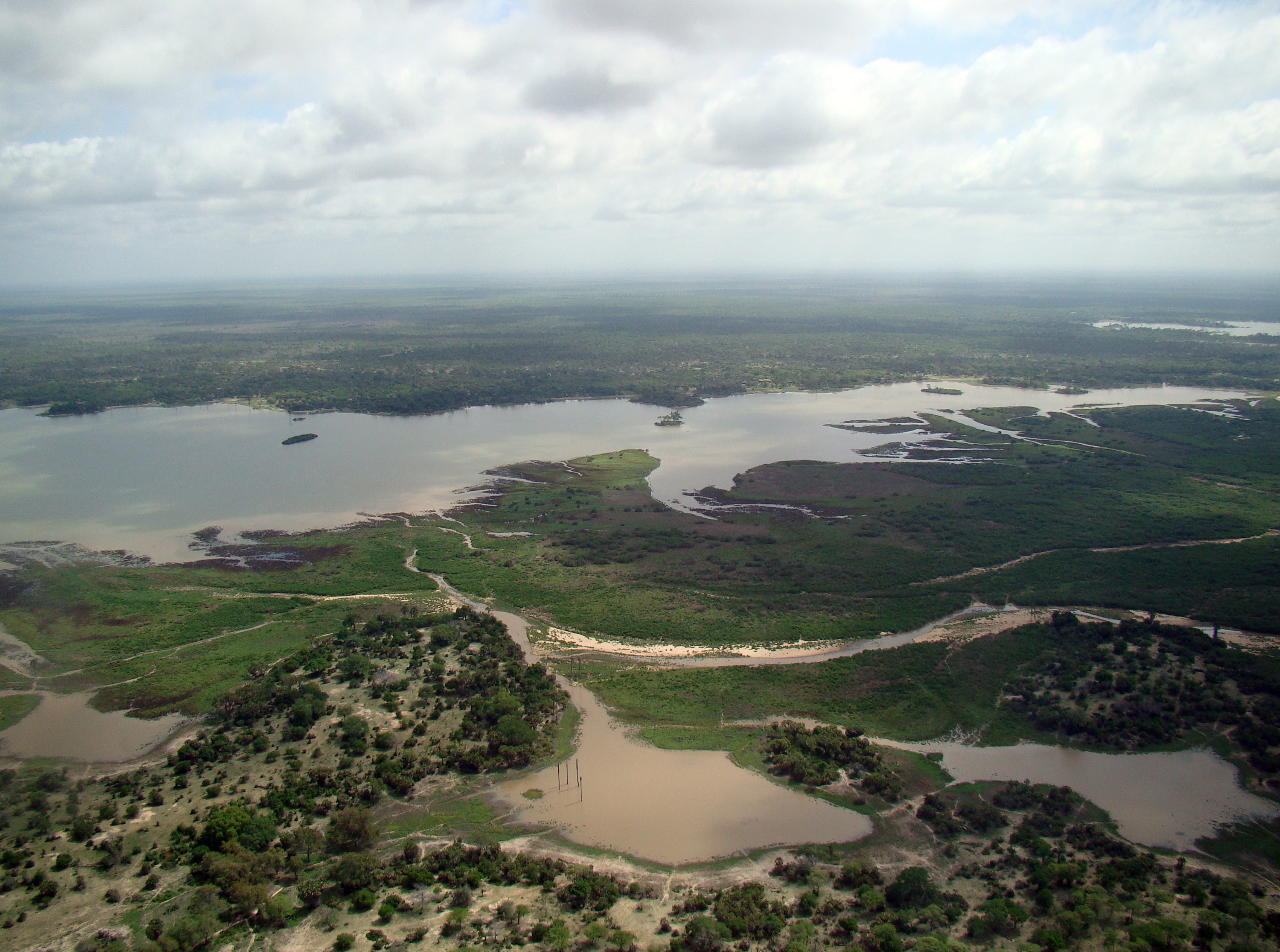
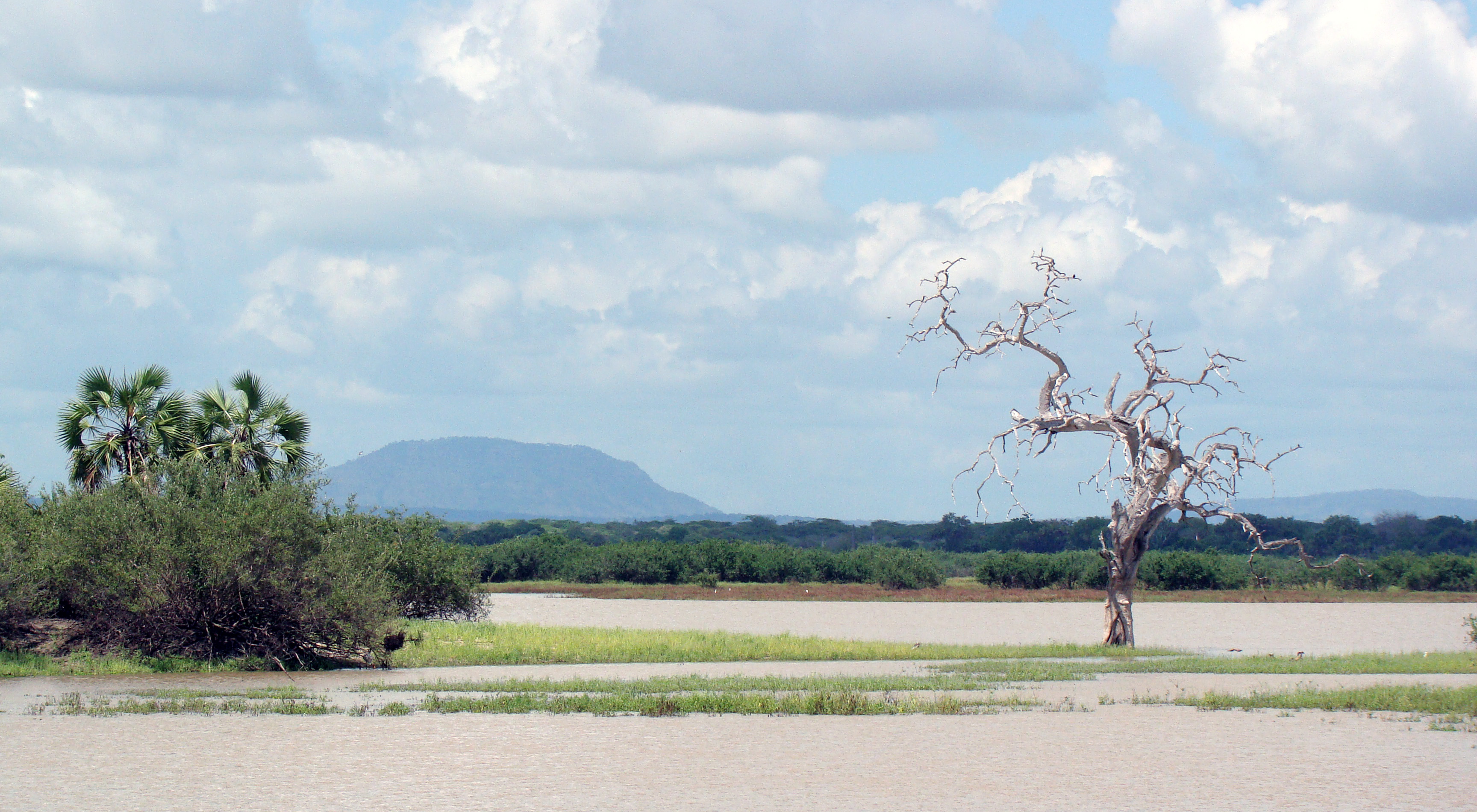
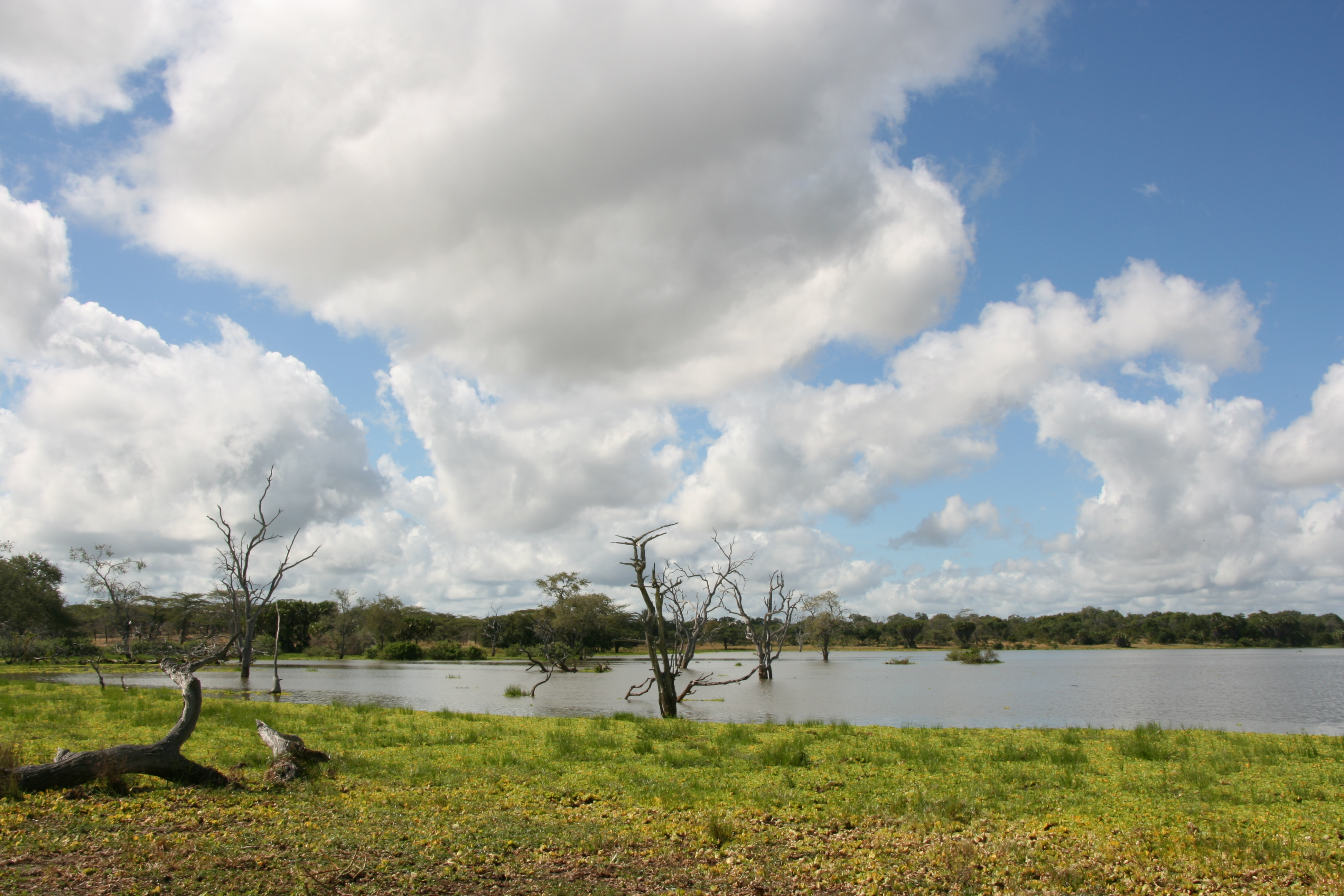
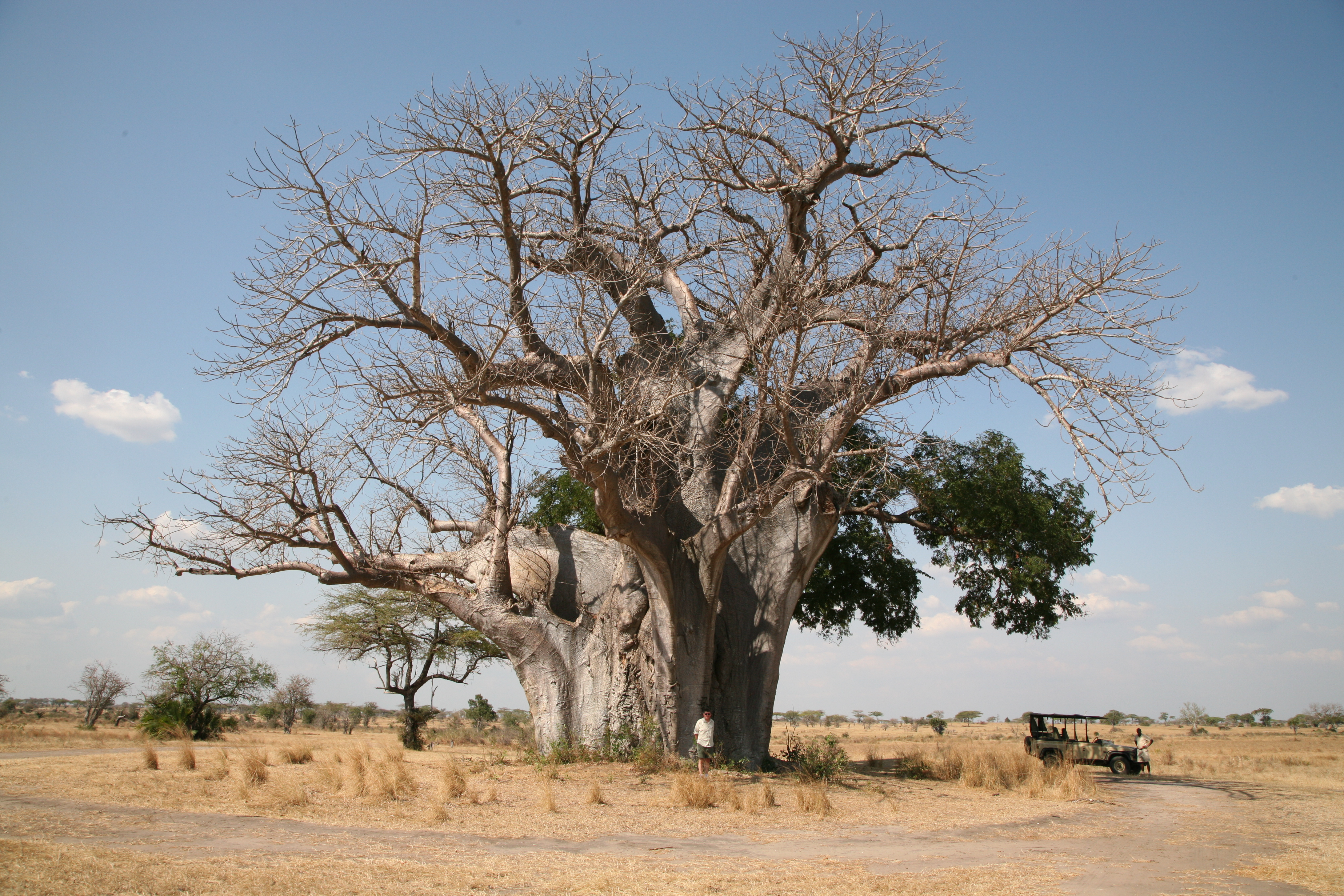
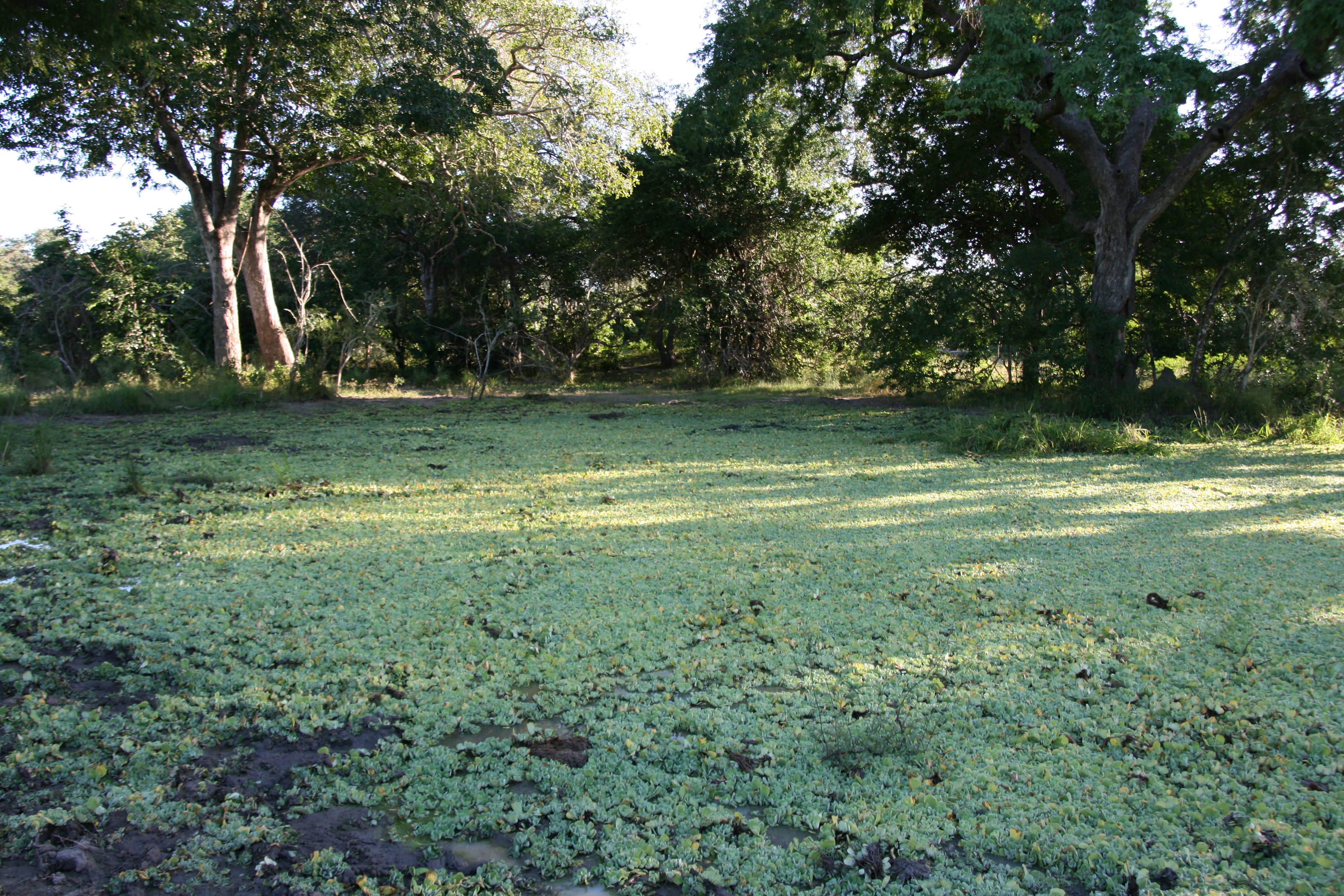
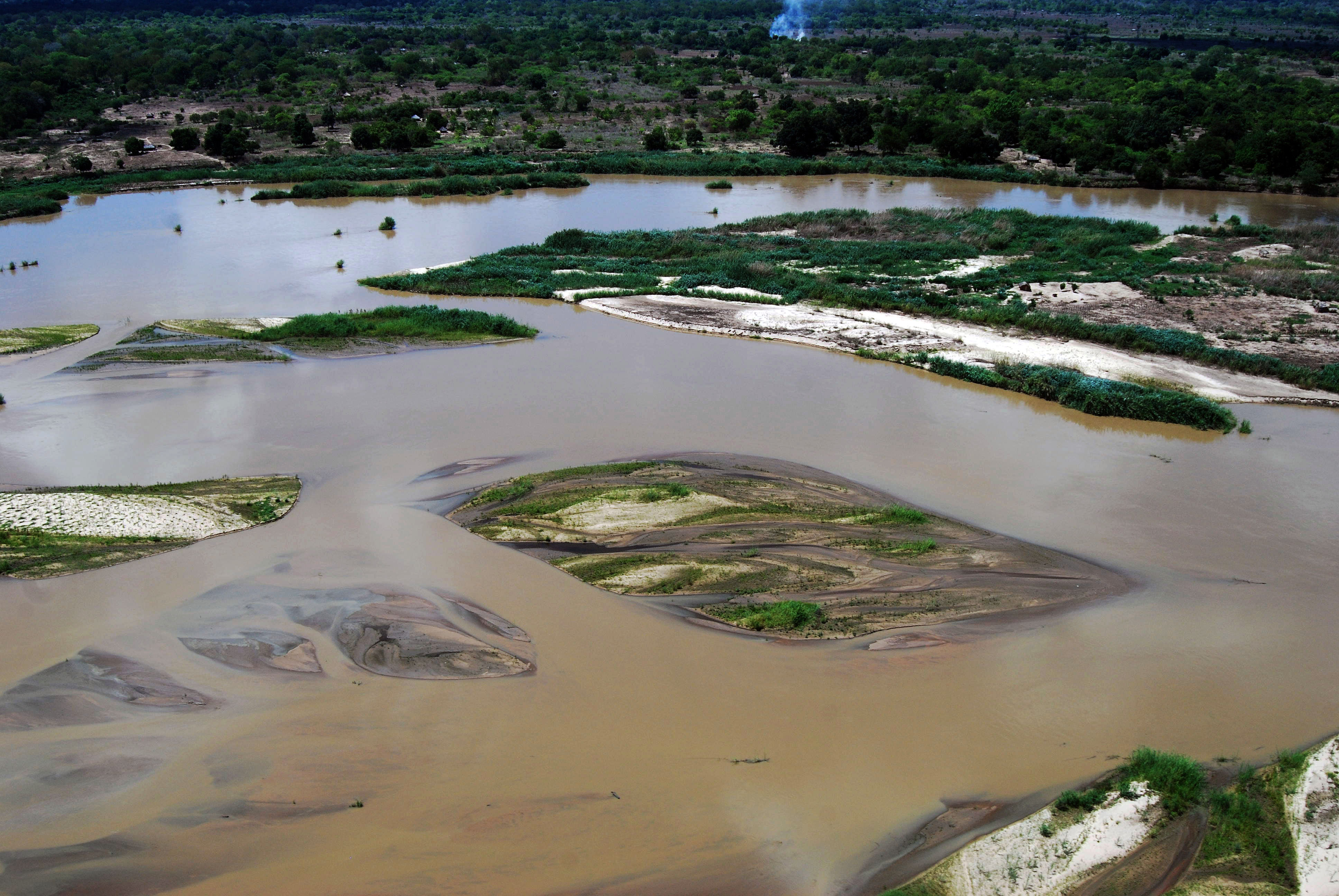